# Bojové umění
Bojové umění je soustava postupů nebo tradic, které učí, jak se chovat v boji s protivníkem. Může se jednat o boj beze zbraně (jako např. v karate, tae kwon do, zápas nebo brazilském jiu jitsu) nebo o boj se zbraní (např. některé formy kung-fu, kendó, šerm, džódó, Takeda-rjú či kobudo), většinou se však jedná o zbraně tradiční (tyč, kopí, meč, tonfa), nikoliv o zbraně střelné. To, co odlišuje bojová umění od běžného rvaní, je ucelený systém bojových technik.
Důležitou součástí jednotlivých systémů bývá kromě fyzické přípravy také příprava duševní. Tato příprava zahrnuje dechová cvičení, meditace, případně může být spojena s nějakým náboženstvím.
Pojem bojové umění bývá často spojován s asijskými bojovými systémy a v běžné mluvě tento význam převažuje. Avšak různé způsoby a školy boje se rozvíjely ve všech kulturách a všech dobách (např. zápas, šerm, savate, capoeira, brazilské jiu jitsu atd.).
Různá bojová umění používají různé postupy, jak dosáhnout vítězství nad protivníkem. Bojová umění se pak od sebe liší různým důrazem na jednotlivé složky boje:
- údery (např. box)
- kopy (např. taekwondo, kickbox, capoeira, muay thai, savate, karate )
- úchopy, podmety, porazy, strhy, páky, škrcení, držení (např. zápas, judo, aikido, ju jutsu, brazilské jiu jitsu)
- užití zbraní (např. kendó, iaidó, šerm, džódó, kobudo)
- taktika (např. nindžucu)
- smíšená bojová umění (MMA, pankrátion)

## Podle zemí

### Brazílie
- Capoeira

### Čína
- Dai shing pop gar
- Fu-sing-i čchüan
- Pa-kua čchang
- San-šou
- Sing-i
- Šao-jin
- Ta sheng
- Tai sing mun
- Tchaj-ťi čchüan (tai chi, tai ji, taj či)
- Ťie čchüan tao (Jeet Kune Do)
- Wing čchun
- Wu-šu kwan

### Filipíny
- Arnis
- Eskrima (Kali)

### Izrael
- Krav maga

### Japonsko a Okinawa
- Aikidó
- Judo
- Ju jutsu (Džiu-džitsu)
- Iaidó
- Karate
  - Šótókan
  - Wadorjú
  - Šitorjú
  - Shorin-ryu nebo Okinawa Shorin-ryu karate
  - Godžurjú
  - Kyokushin
- Kendó
- Kjúdó
- Kobudo nebo Okinawa kobudo (Kobudžucu/Kobujutsu)
- Nindžucu
- Šorindži kempó
- Takeda-rjú
- Kjúšodžucu
- Kickbox

### Korea
- Hankido
- Hankomdo
- Hanmudo
- Hapkido
- Hedong komdo
- Hödžon musul
- Hwarangdo
- Jongmudo
- Jusul
- Kjukido
- Komdo
- Kuksulwon
- Kunmudo
- Kwonbop
- Kwon-gjokdo
- Pachigi
- Sonkwanmu
- Ssirum
- Subak
- Taekwondo
- Tangsudo
- Tchekkjon
- Tchukong musul
- Wonhwado

### Rusko
- Sambo
- Systema

### Antické Řecko
- Pankrátion

### Francie
- Savate
- K1

### Indonésie
- Pencak Silat

### Spojené království
- box

### Thajsko
- muay thai
- muay boran